# Draudtia lunata
Draudtia lunata är en fjärilsart som beskrevs av Barnes och Mcdunnough 1916. Draudtia lunata ingår i släktet Draudtia och familjen nattflyn. Inga underarter finns listade i Catalogue of Life.